# Meinrad Sadil

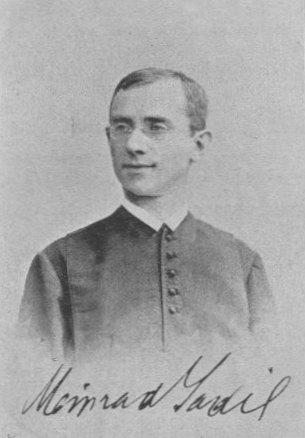
Meinrad Sadil (Illustrirte Rundschau, 1901)

Meinrad Sadil OSB (* 30. Juli 1864 in Nebes (Nedvězí), Mähren; † 5. März 1943 in Wernstein am Inn; eigentlich Franz Richard Sadil) war ein österreichischer römisch-katholischer Schriftsteller und Schulmann.

## Leben
Sadil, der Sohn eines Metallarbeiters, trat 1883 in die Wiener Schottenabtei ein und absolvierte 1884 bis 1888 das Studium der Theologie an der Universität Wien. 1888 wurde er zum Priester geweiht. Von 1888 bis 1891 studierte er Germanistik bei Richard Heinzel und Jakob Minor sowie Klassische Philologie. Ab 1895 unterrichtete er bis zu seiner Pensionierung 1936 Deutsch und Latein am Schottengymnasium.
Bekannt wurde Sadil für seine literarische Tätigkeit, besonders für seine dramatischen Werke.

## Werke
- Der Menschensohn. Dramatisches Gedicht (1897).
- Jakob Biedermann, ein Dramatiker des 17. Jahrhunderts aus dem Jesuitenorden (1899/1900).
- Tantalos. Tragödie in fünf Akten (1900).
- Otfried. Erzählende Dichtung (1903).
- Dramatische Novellen (1907).
- Rüdeger. Trauerspiel in vier Aufzügen (1914).